# Del Bisbe
Del Bisbe es un cultivar de higuera de tipo higo común Ficus carica, unífera de higos de epidermis con color de fondo verde claro y sobre color amarillo verdoso. Se cultiva en la colección de higueras de Montserrat Pons i Boscana en Llucmajor Islas Baleares.

## Sinonimia
- „sin sinónimo“,[4][6][7]

## Historia
Actualmente la cultiva en su colección de higueras baleares Montserrat Pons i Boscana, rescatada de un ejemplar o higuera madre con un esqueje conseguido en Sinéu en la zona denominada "es Torrents" finca donde se cultivan frutales propiedad de Sion Sastre i Oliver podador que fue del obispado de Palma de Mallorca.
La variedad está ubicada en Sinéu a pesar de que la procedencia es del obispado de Palma de Mallorca donde el mismo Sion Sastre durante un tiempo podador de la diócesis, la reprodujo en su propiedad, por esto recibe su nombre (Bisbe:Obispo en Baleares).

## Características
La higuera 'Del Bisbe' es una variedad unífera de tipo higo común. Árbol de mediano desarrollo, vigorosidad media, con copa anárquica y deforme. Tronco con prominentes hinchazones nodales. Sus hojas son mayoritariamente de 5 lóbulos, menos de 3 lóbulos y pocas de 1 lóbulo. Sus hojas con dientes presentes márgenes serrados poco marcados, ángulo peciolar obtuso. 'Del Bisbe' tiene desprendimiento mediano variable de higos, y un rendimiento productivo medio y periodo de cosecha largo. La yema apical cónica de color verde amarillento.
Los frutos 'Del Bisbe' son higos de un tamaño de longitud x anchura:40 x 40 mm, con forma esférica y simétricos, que presentan unos frutos medianos de unos 23,310 gramos en promedio, de epidermis con consistencia blanda, grosor de la piel delgado, color de fondo verde claro y sobre color amarillo verdoso. Ostiolo de 2 a 5 mm con escamas medianas rosadas. Pedúnculo de 3 a 8 mm cilíndrico verde claro. Grietas longitudinales escasas. Costillas prominentes. Con un ºBrix (grado de azúcar) de 21 de sabor  dulce jugoso pero aguazoso, con color de la pulpa rojo granate. Con cavidad interna ausente con muchos aquenios medianos. Producen con bastante asiduidad una gota de miel en el ostiolo. Son de un inicio de maduración sobre el 19 de agosto al 10 de octubre. De rendimiento por árbol medio y periodo de cosecha largo. Variedad poco conocida y cultivada.
Se usa como higos frescos en alimentación humana, y en fresco y en seco para ganado porcino y ovino. Tienen una fácil abscisión del pedúnculo y difícil facilidad de pelado, de consistencia blanda. Son resistentes a las lluvias, los rocíos, a la apertura del ostiolo y poco al transporte, y mediana al desprendimiento.

## Cultivo
'Del Bisbe', se utiliza higos frescos en humanos, y frescos y secos para el ganado. Se está tratando de recuperar de ejemplares cultivados en la colección de higueras baleares de Montserrat Pons i Boscana en Llucmajor.